# Szüllő Rezső
Szüllő Rezső (Pozsony, 1912. május 20. – 1982. május 24.) plébános. 

## Élete
Édesanyja Júlia. 1924-1932 között a komáromi bencés gimnáziumban tanult.
1937. június 29-én szentelték pappá Egyházgellén. 1938-ban Alsószerdahelyen káplán, majd Szencen hittanár. 1942-ben Komáromban káplán, majd 1943-tól a Honvédelmi Minisztériumba került. Budapesten a Leventeközpont és 1944-től a Katolikus Iparos- és Munkásifjak Országos Egyesületének lelkésze. 1944. október 1-én az I. hadtest 11. helyőrségi kórházához helyezték tábori lelkésznek.
1945-ben Nagycétényben lett plébános (elődje Felber Gyula 1890-1969). 1947-ben a nemespanni magyar istentiszteletek ügyében megpróbálták eltávolítani, de akkor sikertelenül. Följelentették és 1951-ben a rendőrség letartóztatta. A papok részére fenntartott mocsonoki internálótáborban tartották fogva. 8 hónapi rabság után szabadult, visszatérhetett Nagycéténybe. 1956-tól Perbetén, majd Köbölkúton volt káplán. 1958-tól Alsószemeréden, 1963-tól Boldogfán, 1971-től Vajkán plébános. 
Egy vasúti átjárónál kocsijával a száguldó vonatnak hajtott és szörnyethalt.

## Művei
- 1944 Valláserkölcs a honvédelmi nevelésben. Magyar Katonai Szemle 1944/5, 430.